# Драм-машина

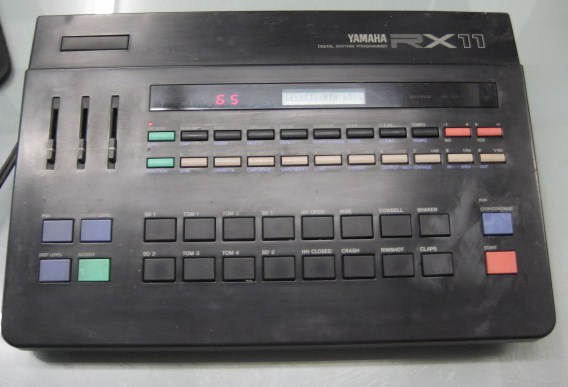
YAMAHA RX-11, использовавшаяся в альбоме группы «Кино» «Группа крови»

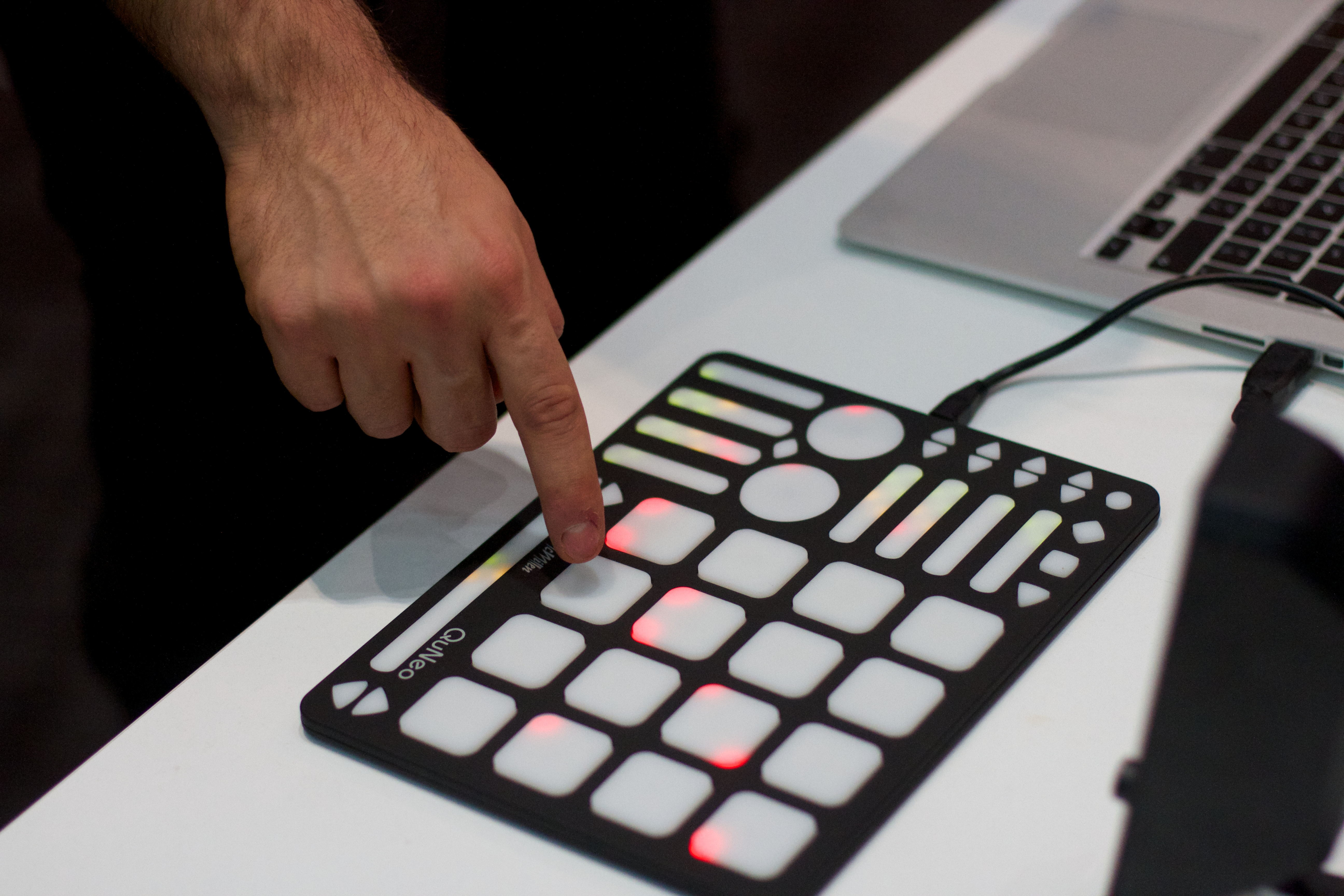
Современная драм-машина

Драм-машина (англ. drum-machine, от англ. drum — барабан), ритм-машина или ритм-компьютер — электронный музыкальный инструмент для создания и редактирования повторяющихся музыкальных ударных фрагментов («драм-лупов», англ. drum-loops). Является звуковым модулем с тембрами ударных инструментов и готовыми запрограммированными (во внутренней памяти) одно- или двухтактными ритмическими рисунками (паттернами, шаблонами) в различных музыкальных стилях (джаза, рок- и поп-музыки). Иногда снабжён ударными площадками-звукоснимателями (т. н. «пэд», от англ. pad — подушка, накладка), чтобы можно было играть на нём, как на обычном инструменте. В такой модуль может быть включён и секвенсор, с помощью которого можно сделать цифровую запись аранжировки, то есть запрограммировать инструментальную пьесу. Классическими драм-машинами считаются Roland TR-808 и TR-909. Большинство драм-машин представляют собой секвенсор с образцом воспроизведения (ромплер) или синтезатор компонент, который специализируется на воспроизведении барабанных тембров. Хотя возможности меняются от модели к модели, многие драм-машины могут также генерировать уникальные звуки, позволяя пользователю создавать уникальные барабанные партии.

## История

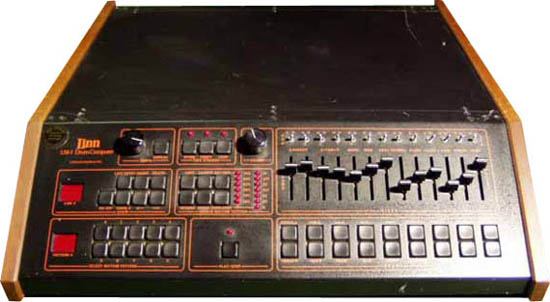
Linn LM-1 (1979)

Официально первой драм-машиной принято считать Rhythmicon — аппарат, появившийся в 1930 году благодаря сотрудничеству авангардного американского композитора и теоретика Генри Коуэлла и советского изобретателя Льва Сергеевича Термена, создавшего терменвокс.
Первой драм-машиной с цифровыми семплами стала Linn LM-1, созданная Роджером Линном. Выпущенная в 1979 году, она стоила 4999 долларов и была недоступна для подавляющего большинства музыкантов и студий. Всего было выпущено 500 штук.
В 1980 году компанией Roland, которая занималась выпуском драм-машин с 1967 года (под названием Ace Tone), была выпущена драм-машина Roland TR-808. Машина обрела популярность — стоимость её составляла 1000 долларов (против 5000 долларов за LM-1), она легко интуитивно программировалась, имела аналоговый синтез и узнаваемый звук. Особенную популярность снискал низкочастотный длинный Bass Drum.
В 1984 году Roland выпустил TR-909. В 1986 году Роджер Линн разработал совместно с Akai драм-машину с возможностью записи своих семплов Akai MPC60, которая положила начало популярной линейке семплеров MPC.

## Влияние
Драм-машины серьёзно повлияли на огромное количество стилей популярной музыки. Сегодня их «роботизированный» ритм является неотъемлемой частью всех электронных танцевальных стилей, а также стилей хип-хоп, рэп и связанных с ними.
Электронные ударные ритмы, несмотря на предвзятое отношение некоторых фанов и музыкантов, широко используются и в рок-музыке. Драм-машины благодаря группе The Sisters of Mercy стали важной частью фирменного звучания готического рока, из-за чего многие команды, играющие с живыми барабанщиками, приближают ритмические рисунки к машинным.

## Виртуальные драм-машины
C развитием цифровой техники наряду с аппаратными драм-машинами появились и программные. Виртуальная драм-машина может входить составной частью в студийный программный пакет. Например, виртуальная драм-машина Redrum, представляющая собой семплер, воспроизводящий записанные в студийных условиях звуки реальных барабанных установок и электронных барабанов, является составной частью виртуальной студии Reason, выпускаемой шведской компанией Propellerhead.
Существуют специализированные программы-синтезаторы, синтезирующие звучание барабанов или тарелок на основе семплов с последующим использованием математического моделирования. В таких программах можно задавать множество параметров, как-то: размеры барабанов или тарелок, параметры виртуального студийного помещения, типы используемых виртуальных микрофонов, их размещение в виртуальном пространстве и т. д. К программам такого рода можно отнести Superior Drummer, созданный компанией Toontrack.

## Производители
- Yamaha
- Roland
- Alesis
- Korg
- Akai